# Full Moon Project
Fullmoon Project è una serie a fumetti di genere horror, pubblicata in Italia dal 1991 al 1992 dalle Edizioni Eden.

## Storia editoriale
La serie venne ideata e realizzata da un gruppo di giovani autori bresciani (Davide Longoni, Giancarlo Olivares, Mario Rossi (Majo), Gigi Simeoni, Stefano Vietti, Marco Febbrari e Fabio Pezzi) ed è composta da sette albi a fumetti autoconclusivi in formato bonelliano. La serie venne interrotta con il settimo numero ed il finale drammatico, non inizialmente previsto, è lasciato in qualche modo "aperto" a eventuali future riprese.
Lo stesso gruppo creò, per la casa editrice Star Comics, una space opera a fumetti con il titolo Hammer.

## Trama
Le trame erano costituite da racconti di genere horror-fantasy imperniati attorno a trame poliziesche:  le indagini venivano condotte da una coppia di agenti, spesso in contrasto tra loro, appartenenti a uno speciale reparto dell'FBI con sede a San Francisco che si occupava di casi insoliti e inspiegabili. La medesima formula fu sviluppata a partire dal 1993 da Chris Carter per la nota serie televisiva X-files.

## Elenco degli albi
1. Luna piena (Davide Longoni e Giancarlo Olivares, settembre 1991)
2. Finestra sull'inferno (Davide Longoni e Fabio Pezzi, ottobre 1991)
3. Bambole (Davide Longoni e Majo, novembre 1991)
4. Nel nero (Marco Febbrari e Gigi Simeoni, gennaio 1992)
5. Sotto il ponte di Angloulême (Stefano Vietti, Majo, Giancarlo Olivares, febbraio 1992)
6. Lo specchio di Shaolin (Stefano Vietti, Giancarlo Olivares, Massussi, marzo 1992)
7. La razza della notte (Davide Longoni, Marco Febbrari e Gigi Simeoni, aprile 1992)